# Acacia wardellii
Acacia wardellii är en ärtväxtart som beskrevs av Mary Douglas Tindale. Acacia wardellii ingår i släktet akacior, och familjen ärtväxter. Inga underarter finns listade i Catalogue of Life.